# On a Storyteller's Night
On A Storyteller's Night è il quinto album del gruppo AOR/hard rock britannico Magnum. Il disco è uscito nel 1985 per l'etichetta discografica FM Records.
L'album ha raggiunto la posizione numero 24 delle classifiche inglesi, diventando disco d'oro con 400 000 copie vendute. Vennero estratti 2 singoli: "Just Like An Arrow" e "On A Storyteller's Night".
La copertina in stile fantasy venne disegnata da Rodney Matthews su soggetto ideato da Tony Clarkin. Nel 2005 fu pubblicata un'edizione speciale per il 20º anniversario.

## Tracce
1. How Far Jerusalem – 6:25
2. Just Like An Arrow – 3:22
3. On A Storyteller's Night – 4:59
4. Before First Light – 3:52
5. Les Morts Dansants – 5:47
6. Endless Love – 4:30
7. Two Hearts – 4:24
8. Steal Your Heart – 3:59
9. All England's Eyes – 4:47
10. The Last Dance – 3:39

Tutte le tracce sono state scritte da Tony Clarkin.

## Formazione
- Mark Stanway - tastiere
- Tony Clarkin - chitarra
- Bob Catley - voce
- Wally Lowe - basso
- Jim Simpson - batteria